# Acicula beneckei
Acicula beneckei е вид охлюв от семейство Aciculidae. Видът е почти застрашен от изчезване.

## Разпространение
Разпространен е в Италия.